# Denise Schaeverbeke
Denise Schaeverbeke (Sint-Kruis, 21 maart 1924 - 23 november 1969) was een Belgisch kunstschilder, die deel uitmaakte van de Brugse School.

## Levensloop
Denise was een dochter van kunstschilder Julien Schaeverbeke. Na lager en middelbaar onderwijs, volgde ze de lessen aan de Brugse kunstacademie, onder meer bij Jef Vande Fackere en Dora Rommelaere. Ze studeerde verder aan de Kunstacademies van Gent en van Brussel. Ze was medestichtster van de kunstkring Iris, opgericht door haar vader.
Het overwegend thema in haar oeuvre werd de menselijke figuur: kinderkoppen, balletdanseressen, zigeuners. Haar hoekige stijl was goed herkenbaar.
Een slepende ziekte velde haar voortijdig.